# سیلیکون‌ولی

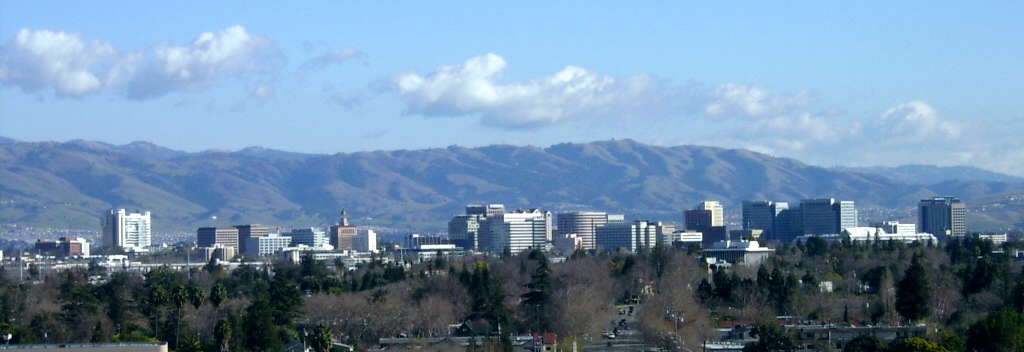
تصویری از مرکز شهر سن خوزه که به پایتخت «دره سیلیکون» مشهور است.

سیلیکون‌ولی، به معنی درهٔ سیلیکون، (به انگلیسی: Silicon Valley) نام رایج و غیررسمی منطقه‌ای در حدود ۶۰ کیلومتری جنوب شرقی سانفرانسیسکو در حومهٔ سانتا کلارا، کالیفرنیا، ایالات متحده آمریکا است. شهرت این منطقه به‌دلیل قرار داشتن بسیاری از شرکت‌های مطرح انفورماتیک جهان در این منطقه‌است. نام این منطقه نخست برگرفته از شمار بالای شرکت‌های تولیدکنندهٔ تراشه‌های سیلیسیمی در این منطقه بود که سپس به نمادی از وجود شرکت‌های بسیار فعال در زمینه فناوری‌های پیشرفته در این منطقه تبدیل شد. درهٔ سیلیکونی شهرهای بسیاری را دربرمی‌گیرد که مهم‌ترین آن‌ها سن خوزه مشهور به پایتخت سیلیکون‌ولی می‌باشد.

## جغرافیا
سیلیکون‌ولی (به معنی دره سیلیسیم) منطقه‌ای است در حدود ۷۰ کیلومتری جنوب شرقی سنفرانسیسکو در حومه سانتا کلارا، کالیفرنیا. این منطقه اقتصادی و غنی از لحاظ کشاورزی که در شمال غربی دره پالو آلتو واقع شده‌است. سیلیکون‌ولی نواری است به طول ۴۵ کیلومتر و عرض ۱۵ کیلومتر و در حد فاصل خلیج سانفرانسیسکو در شرق و کوه‌های سانتاکروز در غرب و ساحل جنوب شرقی محصور شده‌است و میان شهرهای سانفرانسیسکو و سن خوزه قرار گرفته‌است.

## تاریخچه

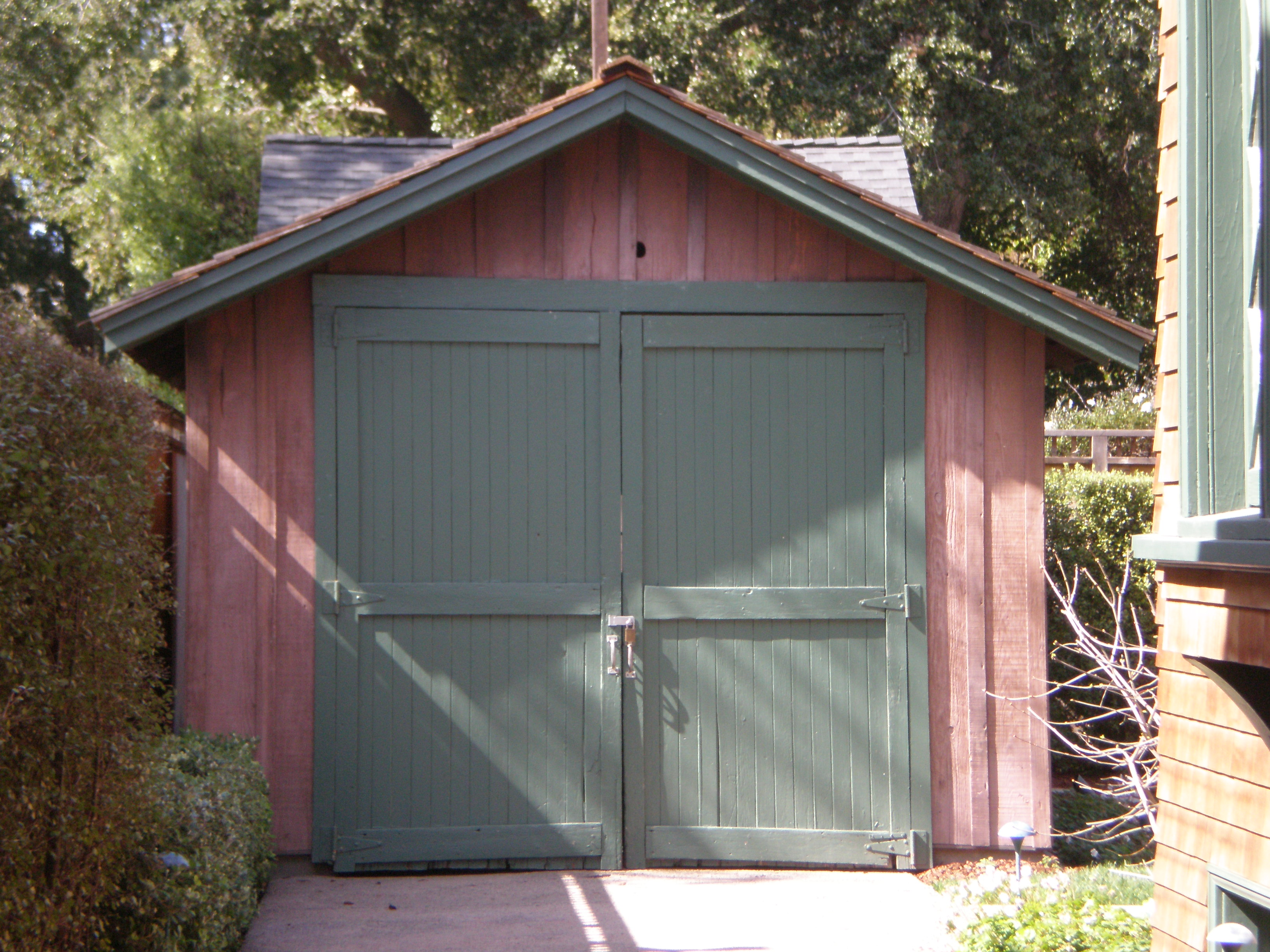
گاراژ اچ‌پی، گاراژ کوچکی که دیوید هیولت و ویلیام پاکارد در آن نخستین محصول خود را تولید کردند به عنوان محل تولد سیلیکون ولی شناخته می‌شود.

تاریخچه ایجاد این ناحیه را گاراژی می‌دانند که در دههٔ سال ۱۹۳۰ میلادی دو دانشجوی مهندسی دانشگاه استنفورد به نام‌های دیوید هیولت و ویلیام پاکارد فعالیت خود را در آن آغاز کرده‌بودند. این گاراژ اکنون به‌عنوان نماد سیلیکون‌ولی و محل تولد آن شناخته می‌شود. همچنین محل تولد اینترنت در این شهر بوده‌است.
از جمله شرکت‌های بزرگ واقع در این منطقه می‌توان موارد زیر را نام برد:
- اپل
- اچ‌پی
- ادوبی سیستمز
- انویدیا
- الکترونیک آرتس
- ای‌ام‌دی
- ای‌بی
- اینتل
- اینتویت
- آلفابت
- تسلا موتورز
- ریویان
- لوسد موتورز
- زایلینکس
- ژونیپر نتورکس
- سن‌دیسک
- سیسکو سیستمز
- سیمنتک
- فیسبوک
- گلوبال‌فوندریز
- نت‌اپ
- نت‌فلیکس
- وسترن دیجیتال
- ویزا کارت
- هیولت پکرد انترپرایز
- Salesforce.com

شرکت‌هایی که مقر اصلی آن‌ها در سیلیکون ولی نیست، اما در آنجا شعبه دارند:
- ۳کام
- اتمل
- اچ‌سی‌ال
- ارتباطات همراه سونی
- اس‌آپ
- اس‌آرآی اینترنشنال
- ان‌ایکس‌پی
- اوبر
- اورکل
- اولیوتی
- ایسوس
- اینفوسیس
- آکامای
- آلترا
- آمازون (شرکت)
- بنیاد موزیلا
- پاناسونیک
- پی‌پل
- پیکسار
- توییتر
- تی‌اس‌ام‌سی
- خدمات مشاوره تاتا
- دل (شرکت)
- زیراکس پارک
- زیمنس
- سامسونگ الکترونیکس
- سروی‌مانکی
- سن‌دیسک
- سولارسیتی
- سونی
- سونی اینتراکتیو انترتینمنت
- شرکت نرم‌افزاری اپرا
- فلکسترونیکس
- فوجیتسو
- کوالکام
- کوانت‌کست
- کورا (وبگاه)
- کوئنتا کامپیوتر
- گروپون
- گوپرو
- لاجیتک
- لوکاس فیلم
- لینکدین
- مارول تکنالوجی گروپ
- مایکروسافت
- مک آفی
- مکستور
- مایکرون تکنالوجی
- نشنال سمی‌کنداکتر
- نوک (کتاب الکترونیکی)
- نوکیا
- وبکس
- وری‌ساین
- وی‌ام‌ویر
- یلپ
- یوتیوب

## نگارخانه

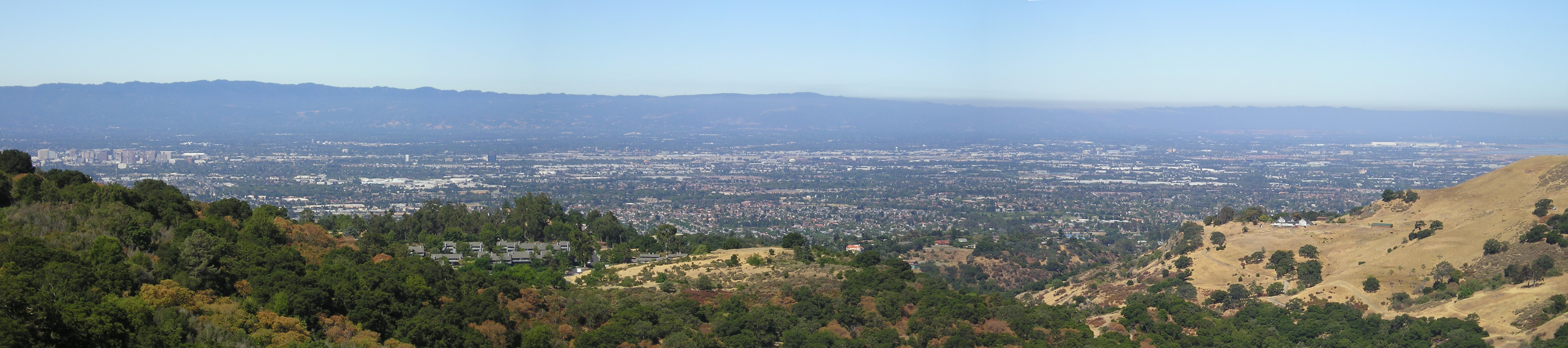
درهٔ سیلیکون، سن‌خوزه، کالیفرنیا

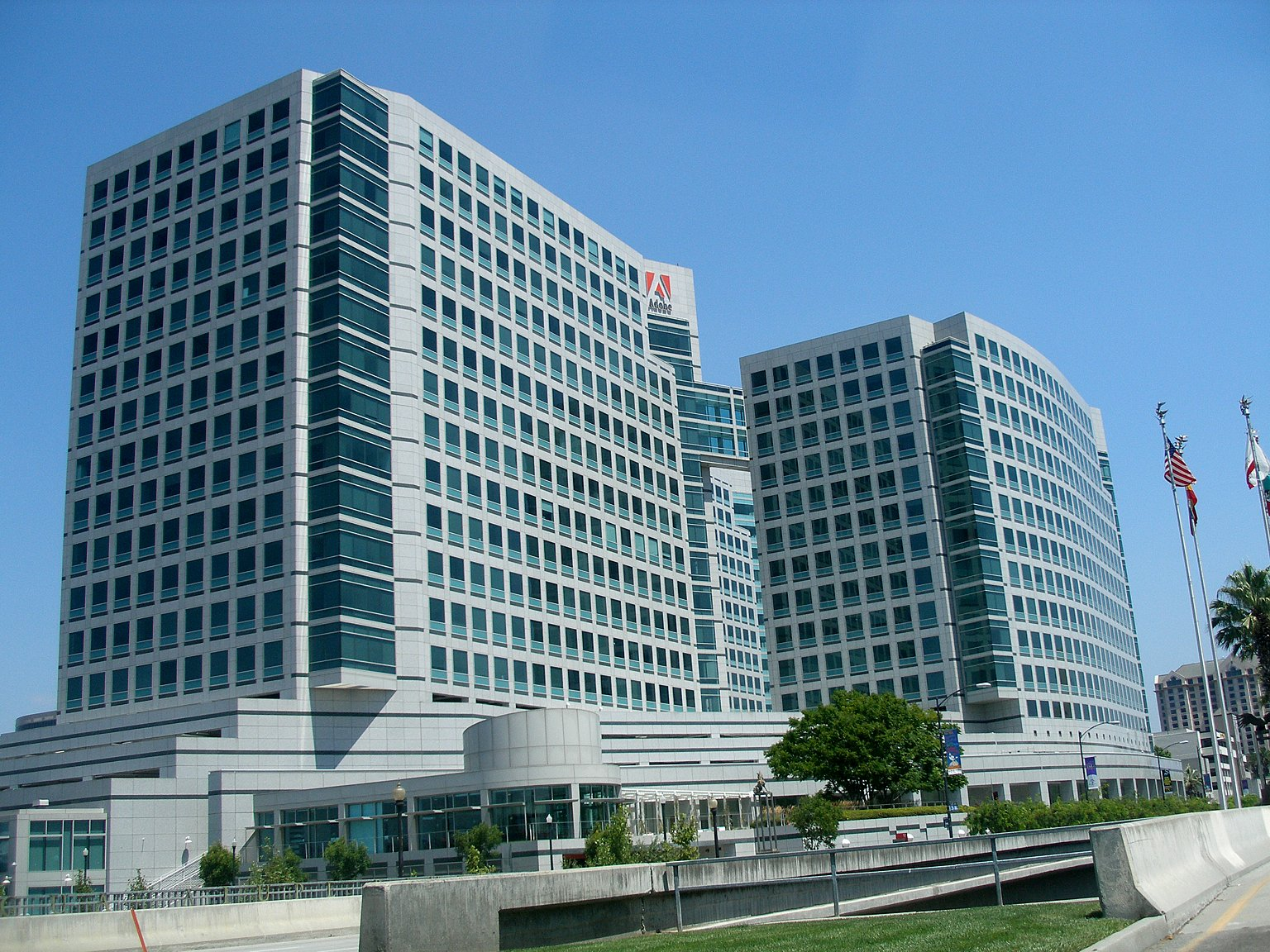
ادوبی
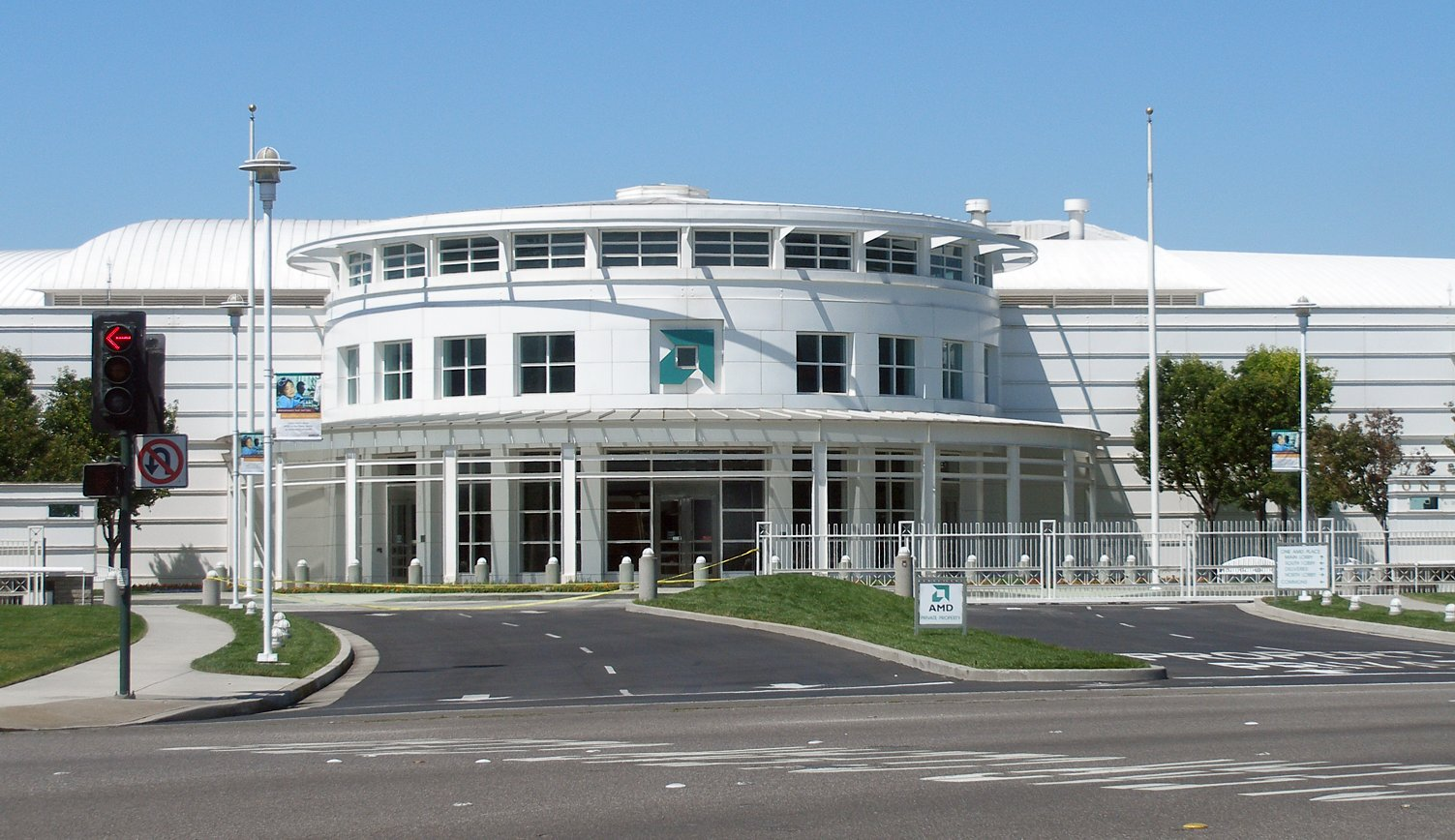
ای‌ام‌دی
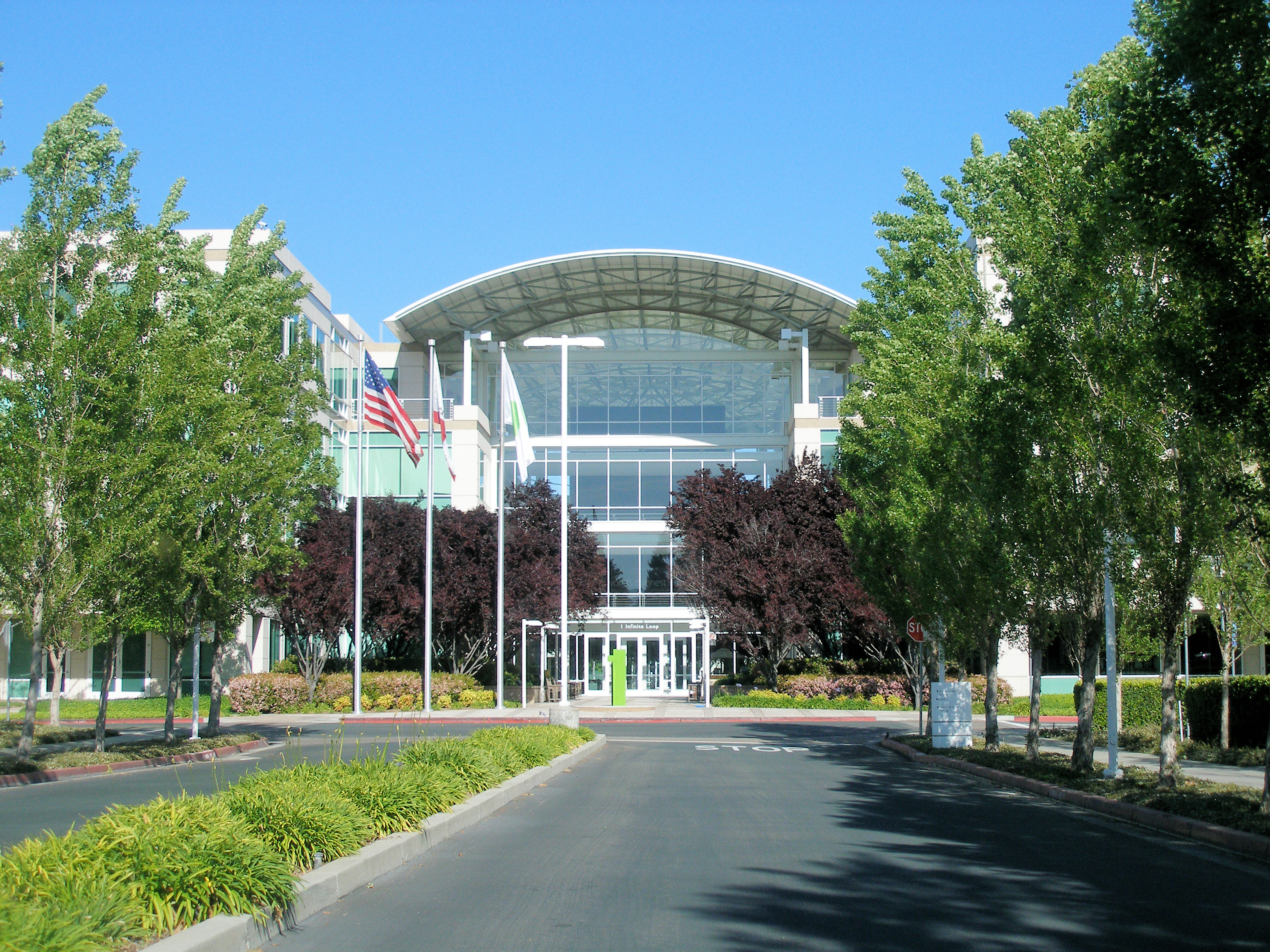
اپل
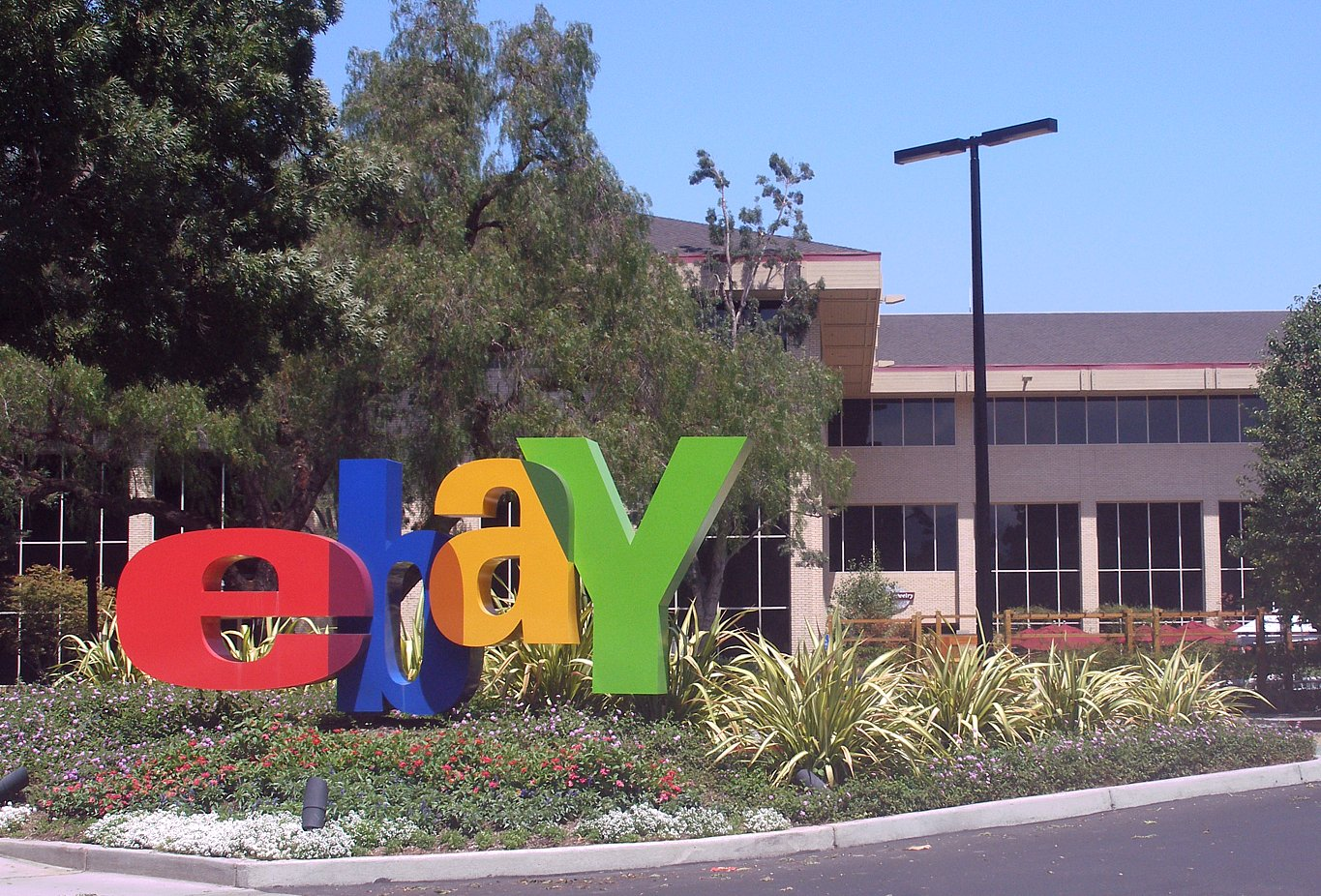
ای‌بی
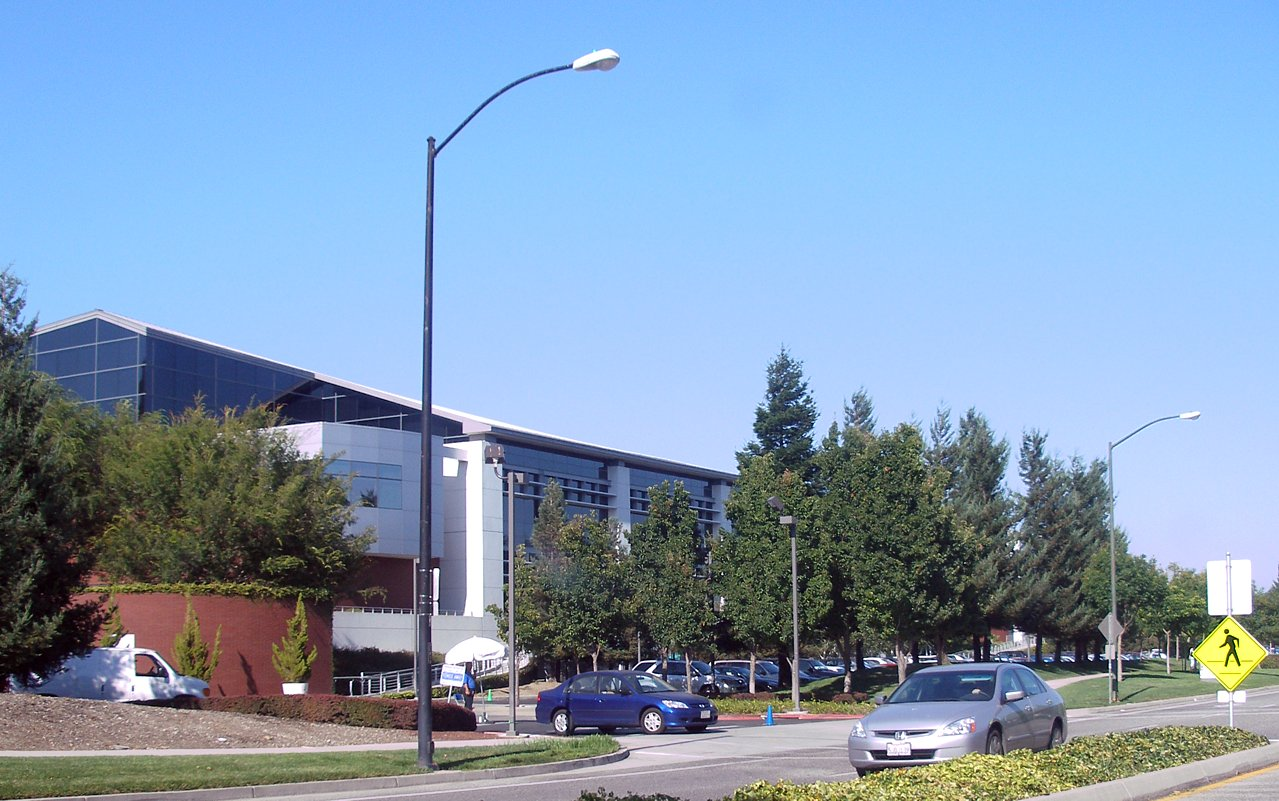
گوگل
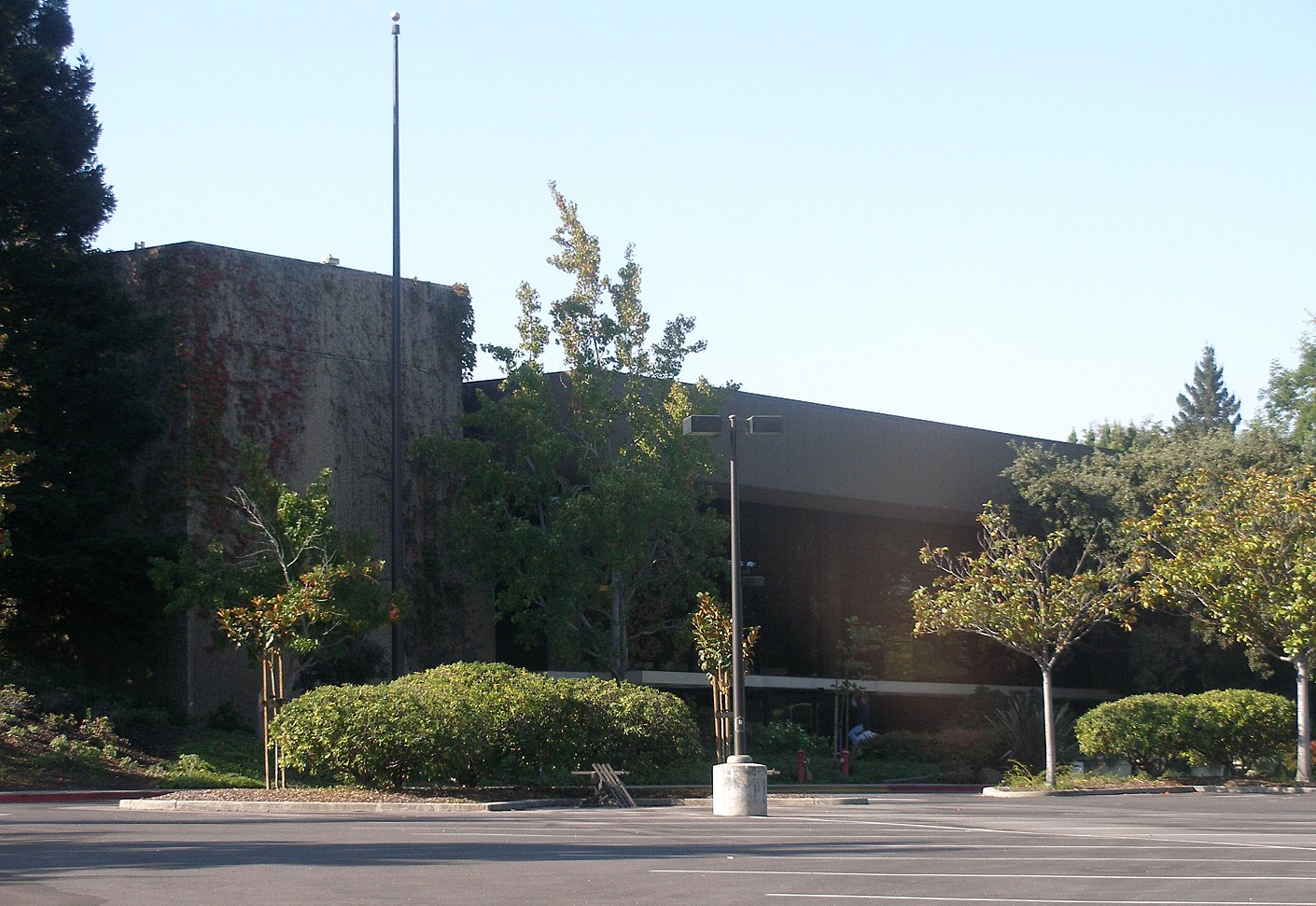
هیولت پاکارد
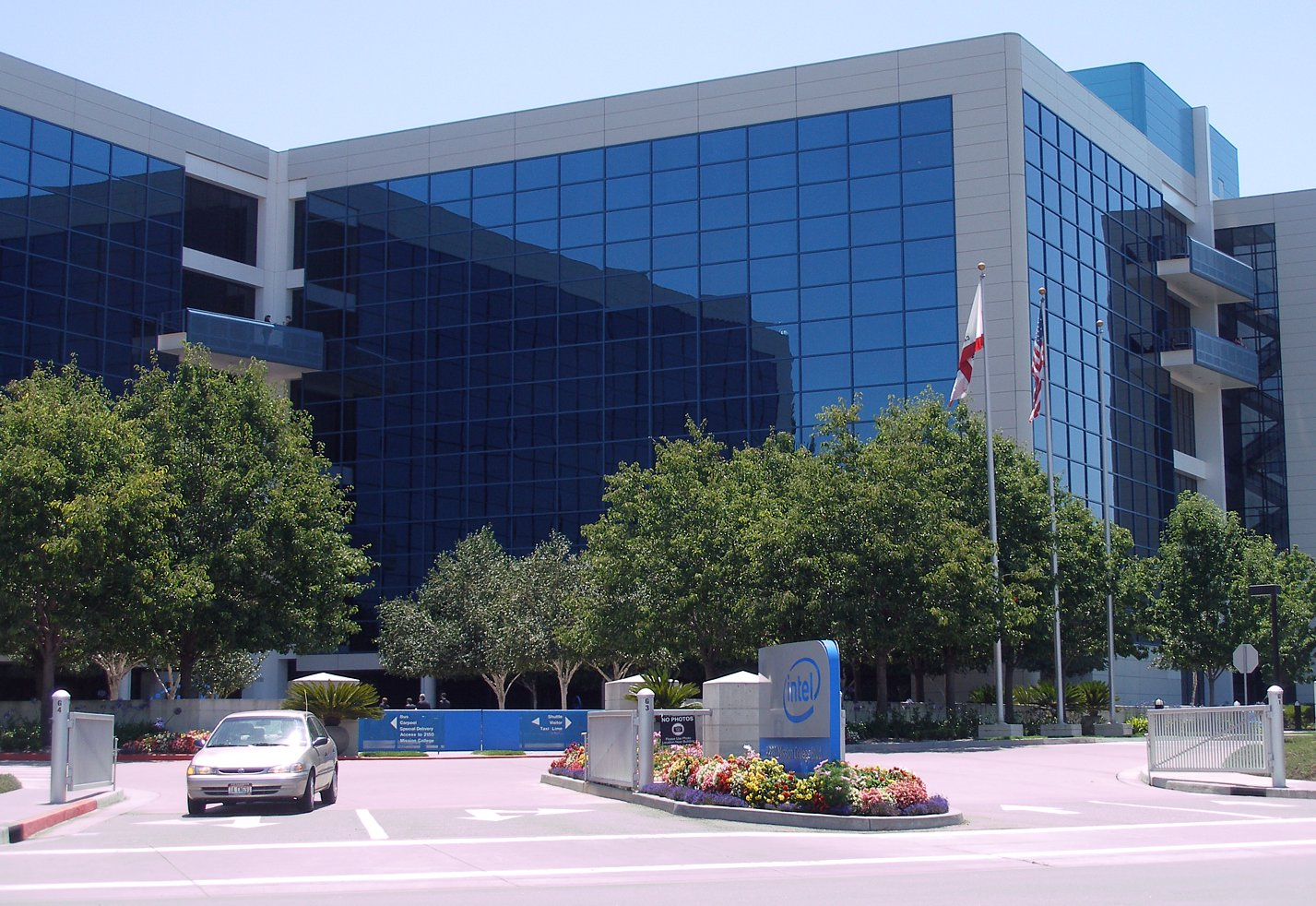
اینتل
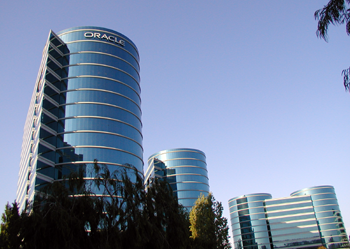
اوراکل
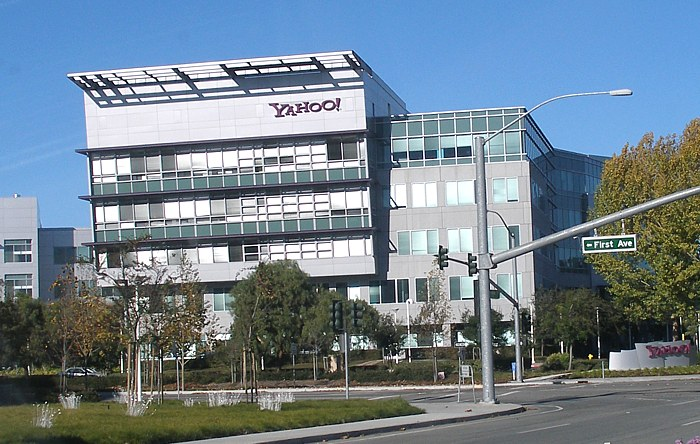
یاهو